# Xenocrasis politipennis
Xenocrasis politipennis är en skalbaggsart som först beskrevs av Dmytro Zajciw 1971.  Xenocrasis politipennis ingår i släktet Xenocrasis och familjen långhorningar. Inga underarter finns listade i Catalogue of Life.